# Forest plot

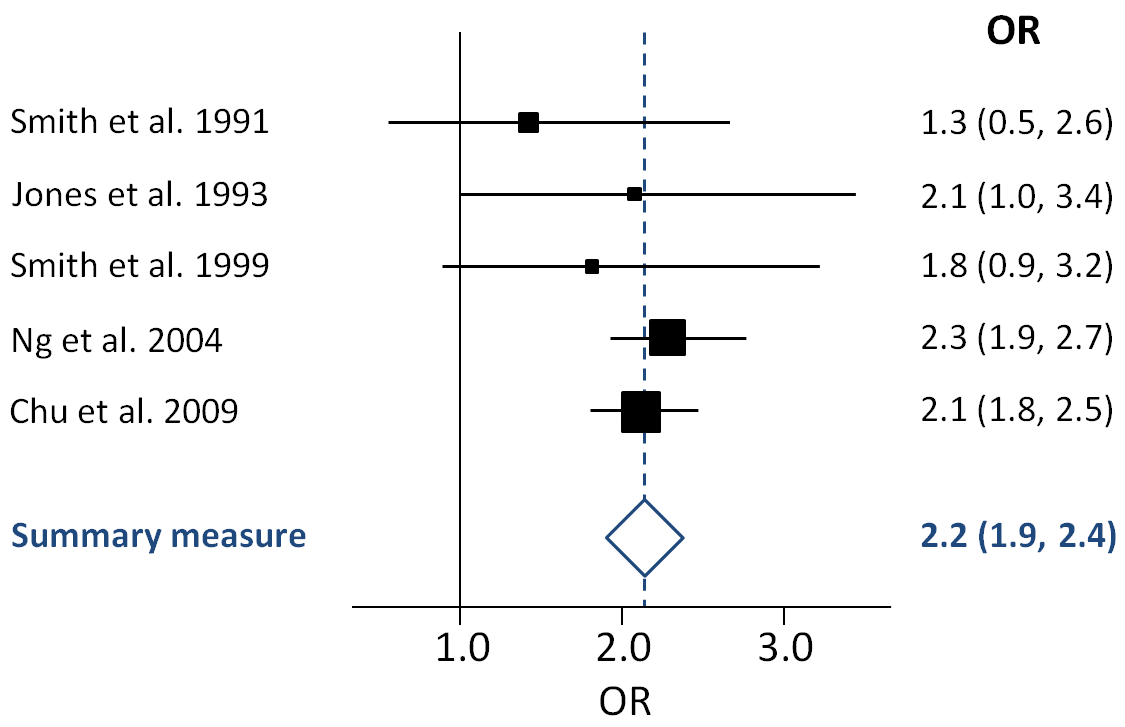
Un esempio di forest plot riferito a cinque studi. Si può osservare il risultato della meta-analisi (rappresentato dal punto mediale del diamante) e il relativo intervallo di confidenza (rappresentato dalle estremità laterali del diamante). La linea verticale continua rappresenta l'assenza di effetti. I nomi degli studi analizzati sono mostrati a sinistra, mentre gli odds ratio e i rispettivi intervalli di confidenza sulla destra.

Un Forest plot, o Blobbogram, o grafico a foresta, è una rappresentazione grafica utilizzata nelle revisioni sistematiche e nelle meta-analisi sia in ambito medico che scientifico. Permette di confrontare i risultati di diversi studi relativi ad una medesima questione.

## Usi
È stato sviluppato in ambito di ricerca medica come mezzo di rappresentazione grafica dei risultati relativi a meta-analisi su studi clinici controllati e randomizzati.
Inoltre, negli ultimi 20 anni, tecniche simili a quelle utilizzate dalla meta-analisi sono state impiegate per compiere studi osservazionali (ad es. in epidemiologia ambientale) e il Forest Plot è risultato utile per mostrarne i risultati.

### Rappresentazione grafica
Anche se il Forest Plot può assumere forme e configurazioni diverse, è solitamente rappresentato da due colonne divise da una linea tratteggiata: 
- La colonna di sinistra è costituita dall'elenco degli studi utilizzati, in ordine cronologico, dall'alto verso il basso;
- La colonna di destra è formata dai risultati derivati dall'Effect Size di ogni studio. Sono solitamente rappresentati da un punto (la cui posizione è data dal valore calcolato) e da una linea orizzontale a tratto continuo (l'intervallo di confidenza).
- La linea verticale rappresenta il valore zero. Se l'intervallo di confidenza di un singolo studio attraversa questa linea significa che non vi è alcuna differenza tra i due gruppi analizzati durante l'esperimento (gruppo sperimentale e gruppo di controllo) e che, quindi, il trattamento non è efficace oppure la variabile misurata non è un fattore protettivo o un fattore di rischio. Lo stesso vale per il risultato della meta-analisi: se il diamante (simbolo con cui è comunemente indicato il risultato della meta-analisi) viene a collocarsi sulla linea verticale significa che la meta-analisi in sé non ha trovato alcun effetto significativo nella variabile studiata.

### Storia
Il Forest Plot risale almeno al 1970. Un grafico di questo tipo è stato ritrovato in un libro di meta-analisi del 1985. La prima volta che venne utilizzata la parola “Forest Plot” in un contesto ufficiale fu all'interno dell'abstract di un poster, in occasione della riunione della Society for Clinical Trials a Pittsburgh (Stati Uniti) nel maggio 1996. Una ricerca sulle origini del concetto di Forest Plot è stata pubblicata nel 2001, e il nome sembra derivare dal fatto che il grafico crea una foresta di linee.
La Cochrane Collaboration utilizza il Forest Plot come logo.